# Петина (Велика Горица)
Петина је насељено место у саставу Града Велике Горице, у Туропољу, Хрватска.

## Становништво
На попису становништва 2011. године, Петина је имала 213 становника.

## Попис1991.
На попису становништва 1991. године, насељено место Петина је имало 216 становника, следећег националног састава:
| Попис 1991.‍  | Попис 1991.‍  | Попис 1991.‍ | Попис 1991.‍ | Попис 1991.‍ |
| ------------ | ------------ | ----------- | ----------- | ----------- |
|              |              |             |             |             |
| Хрвати       | Хрвати       |             | 206         | 95,37%      |
| Срби         | Срби         |             | 5           | 2,31%       |
| Муслимани    | Муслимани    |             | 1           | 0,46%       |
| неопредељени | неопредељени |             | 2           | 0,92%       |
| регион. опр. | регион. опр. |             | 1           | 0,46%       |
| непознато    | непознато    |             | 1           | 0,46%       |
| укупно: 216  |              |             |             |             |